# Alexander Trocchi
Alexander Trocchi (Glasgow, 30 luglio 1925 – Londra, 15 aprile 1984) è stato uno scrittore scozzese.
Importante figura della letteratura scozzese, nacque in una famiglia di origine italiana: il padre, Alfredo Trocchi, era un emigrato di seconda generazione che contava parentele con illustri personaggi della curia romana. La madre morì quando Alex aveva 16 anni e questo fu per lui un evento devastante che influenzò la sua vita seguente.
Fu un autore anticonformista e si trasferì a Parigi, dove lavorò con la rivista Merlin, anticonformista come lui, e l'Olympia Press, con cui pubblicò racconti a sfondo pornografico. Dopo i primi successi si trasferì a New York e poi a Londra.
La sua opera di maggior successo fu Young Adam, scritta nel 1954 e pubblicata in Italia da Edizioni Socrates, 2003.

## Opere
- Helen and Desire (1954)
- Young Adam (1954)
- Carnal Days of Helen Seferis (1954)
- White Thighs (1955)
- School for Wives (1955)
- Thongs (1955)
- My Life and Loves: Fifth Volume, (1954)
- Sappho of Lesbos (1960)
- School for Sin (1960)
- Cain's Book (1960)